# Brunfelsia brasiliensis
Brunfelsia brasiliensis  es una especie de arbusto perteneciente a la familia Solanaceae. Se encuentra en  Brasil.

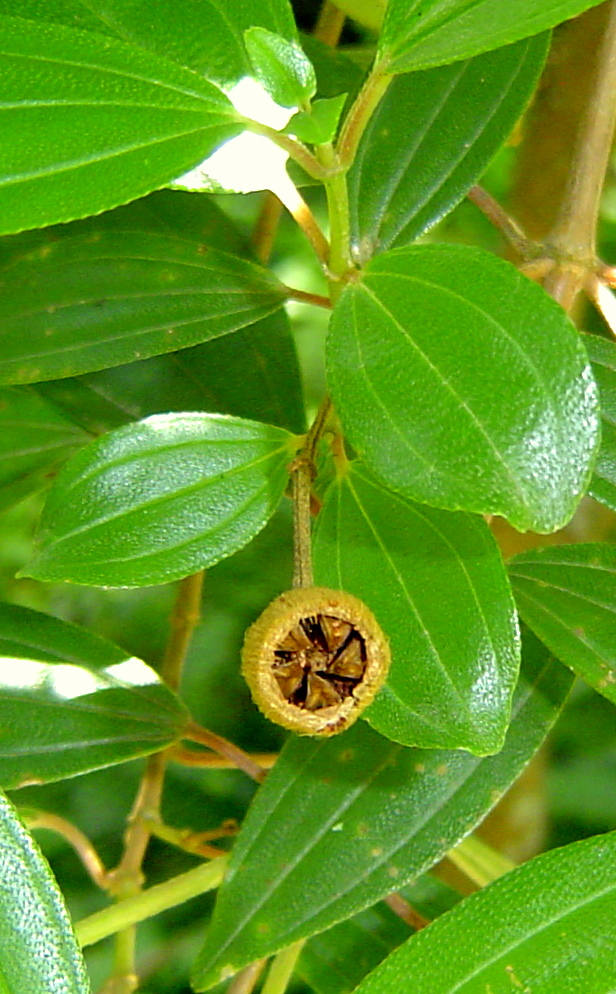
Vista de la planta

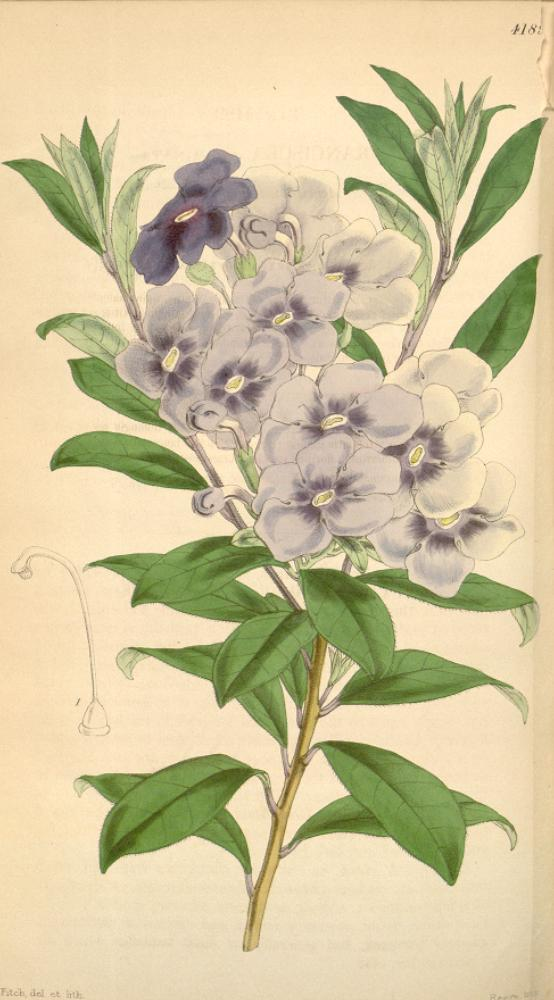
Ilustración

## Descripción
Brunfelsia brasiliensis es arbusto que alcanza un tamaño de hasta 0,3 a 2 m de altura cuya áspera corteza tiene un color rojizo a  marrón. Las numerosas ramas brotan cerca de la base y con hojas caducas. Especialmente en la juventud,  pueden estar cubiertos con cabello fino, pero el pelo puede estar ausente. Las hojas son largas, finamente peludas para tomentosas con pecíolos de 1 a 5 mm. La lámina de la hoja es de 3 a 13 cm de largo y de 1 a 4 cm de ancho, lanceoladas a oblongo-lanceoladas, con forma rara obovadas oblongas. 
Las inflorescencias en corimbos terminales y cerca de las puntas en crecimiento. Son compactos y casi sésiles o sueltos y alargados. Las flores no son fragantes, son de color amarillento a marrón amarillento ligeramente peludas para tomentosas. Los frutos son cápsulas de 8 a 13 mm de largo y de 8 a 10 mm de diámetro, casi esféricas con forma de huevo. Cada fruto contiene (raramente dos) de siete a diez semillas. Estos son 4 a 6 mm de longitud y tienen un diámetro de 3 mm. 

## Distribución y hábitat
La especie se encuentra en Brasil, en el Distrito Federal y en los estados de Goiás, Minas Gerais, Paraná, Río de Janeiro, São Paulo y Santa Catarina.

## Toxicidad
Las raíces de varias especies correspondientes al género Brunfelsia contienen sustancias cuyo consumo puede provocar problemas en la salud humana según el compendio publicado por la Autoridad Europea de Seguridad Alimentaria en 2012. En concreto contienen alcaloides indólicos derivados de la Beta-carbolina como la harmina, la tetrahidroharmina, la harmalina, la manacina, la manaceína, y derivados del dimetiltriptamina y de la amidina tales como el pirrol 3-carboxamidina. 

## Taxonomía
Brunfelsia brasiliensis fue descrita por (Spreng.) L.B.Sm. & Downs  y publicado en Flora Ilustrada Catarinense Solanaceae (pt. 1): 303. 1966.
Etimología
Brunfelsia: nombre genérico que fue otorgado en honor del herbalista alemán Otto Brunfels (1488–1534).
brasiliensis: epíteto geográfico que alude a su localización en Brasil.
Variedad aceptada
- Brunfelsia brasiliensis subsp. macrocalyx (Dusén) Plowman

Sinonimia
- Brunfelsia acuminata (Pohl) Benth.
- Brunfelsia acuminata f. ramosissima (Pohl) Voss
- Brunfelsia brasiliensis var. acuminata (Pohl) L.B.Sm. & Downs
- Brunfelsia brasiliensis subsp. brasiliensis
- Brunfelsia confertiflora (Pohl) Benth.
- Brunfelsia ramosissima (Pohl) Benth.
- Brunfelsia ramosissima var. confertiflora (Benth.) J.A.Schmidt
- Brunfelsia ramosissima f. confertiflora (Pohl) J.A.Schmidt
- Brunfelsia ramosissima var. laxiflora J.A.Schmidt
- Brunfelsia ramosissima f. laxiflora J.A.Schmidt
- Brunfelsia ramosissima f. parcifolia J.A.Schmidt
- Brunfelsia ramosissima var. pauciflora J.A.Schmidt
- Franciscea acuminata Pohl
- Franciscea confertiflora Pohl
- Franciscea divaricata Pohl
- Franciscea pohliana J.A.Schmidt
- Franciscea ramosissima Pohl
- Gerardia brasiliensis Spreng.[3]